# Bund Bildender Künstlerinnen Württembergs

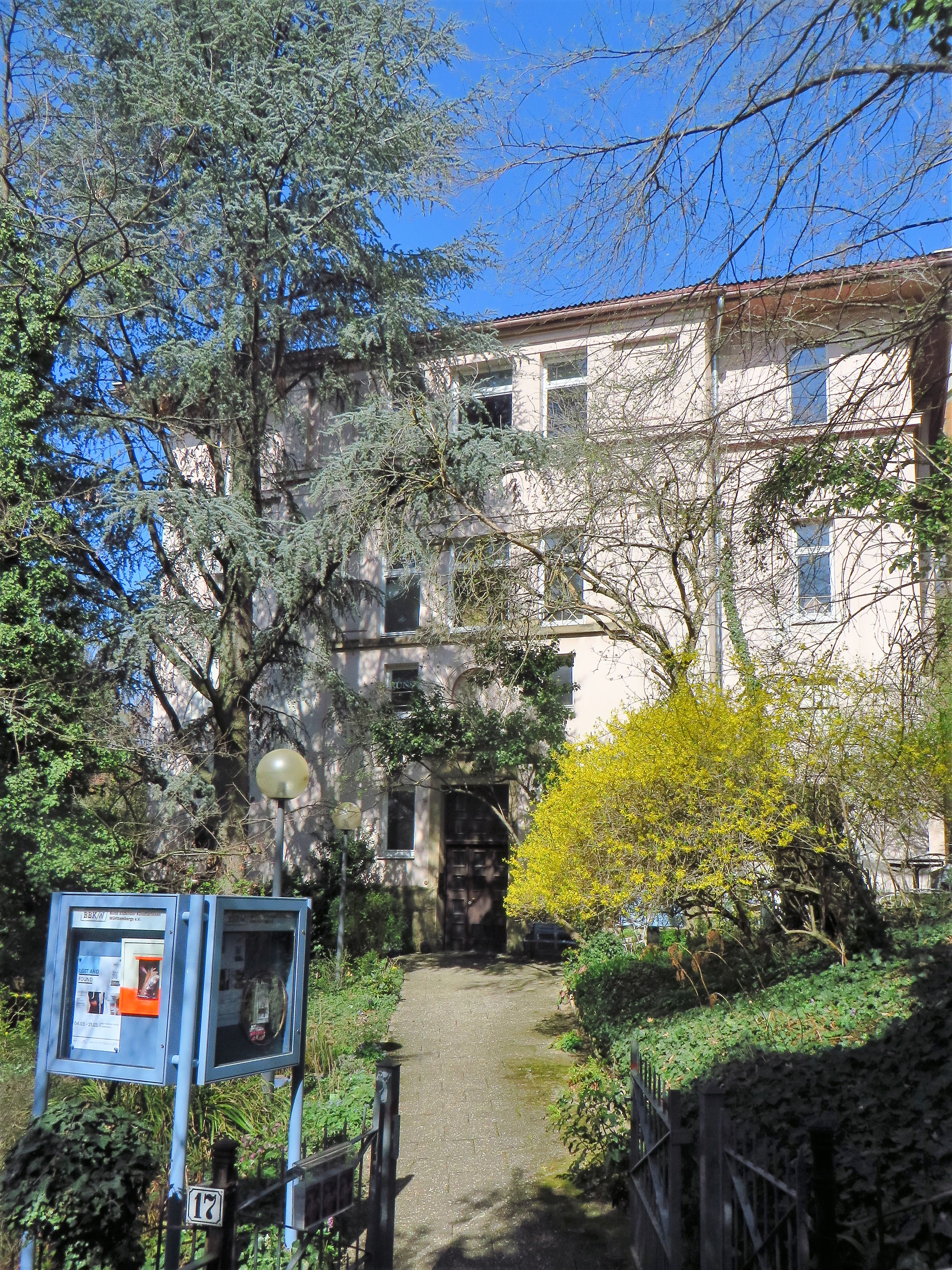
Atelierhaus des Bundes Bildender Künstlerinnen Württembergs, Stuttgart, Eugenstraße 17

Der Bund Bildender Künstlerinnen Württembergs e. V. (BBK/W) wurde 1945 gegründet und ist ein gemeinnütziger Verein zur Förderung von Künstlerinnen in Stuttgart und Umgebung. Er ist die Nachfolgeorganisation des 1893 gegründeten Württembergischen Malerinnenvereins. Der Verein besitzt ein eigenes Atelierhaus in Stuttgart an der Eugenstaffel. Rund hundert zeitgenössische Künstlerinnen sind im Verein zusammengeschlossen. Malerei, Grafik, Installation, Fotografie, Plastik – alle Sparten sind vertreten. Im eigenen Atelierhaus zeigen die Mitglieder in jährlich ca. acht bis zehn jurierten Ausstellungen Auszüge ihrer aktuellen künstlerischen Positionen. Durch Kunstgespräche, offene Atelier-Tage sowie Kooperationen mit anderen Institutionen bilden Künstlerinnen ein aktives Netzwerk, in dem sie sich lebendig und aktuell austauschen können. Der BBK/W ist als feste Größe im Kulturgeschehen der Stadt Stuttgart verankert und trägt mit seiner über 130-jährigen Geschichte viel zur kulturellen Vielfalt der Kunstszene Stuttgarts bei.

## Geschichte

### Gründung und frühe Jahre (1893–1933)
Am 25. Februar 1893 wurde der Württembergische Malerinnenverein gegründet. Es war ein großer Schritt der Selbstbehauptung und lief dem damaligen Frauenbild konträr, dass sich Künstlerinnen selbst organisierten und ihr berufliches Geschick in die eigenen Hände nahmen. Bereits im selben Jahr fand die erste Ausstellung im Museum der bildenden Künste (heute Staatsgalerie Stuttgart) statt und wurde als großer Erfolg gefeiert. 1894 folgte das erste Vereinsstatut, 1900 der Eintrag ins Vereinsregister. 1907 erwarb der Verein ein eigenes Atelierhaus in der Eugenstraße, das 1914 erweitert wurde. Nach dem Ersten Weltkrieg legte Königin Charlotte 1919 ihr Protektorat nieder. 1925 fand eine Tagung des Bundes deutscher Künstlerinnenvereine im Malerinnenhaus statt, 1929 wurde ein Sommerhaus in Anhausen, Lautertal, erworben.

### Zeit des Nationalsozialismus (1933–1945)
Mit der Machtübernahme der Nationalsozialisten wurde der Verein am 28. Juli 1933 gleichgeschaltet. Der Vereinsvorstand trat geschlossen zurück. Die Vereinssatzung wurde außer Kraft gesetzt, jüdische Mitglieder wurden ausgeschlossen. Ihre Bilder wurden aus Sammlungen beschlagnahmt, im Krieg zerstört oder gingen bis Kriegsende verloren. Alice Harburger, Käthe Löwenthal und Clara Neuburger wurden vom nationalsozialistischen Regime verfolgt und ermordet. Die künstlerische Freiheit und Vielfalt des Vereins wurden massiv eingeschränkt.

### Neuanfang und Öffnung zur Moderne (1945–1983)
1945 nahm der Verein seine Tätigkeit wieder auf und nannte sich fortan Bund Bildender Künstlerinnen Württembergs e. V. 1954 musste das Sommerhaus verkauft werden. 1966 fand eine Mitglieder- und Gedächtnisausstellung im Württembergischen Kunstverein statt. In den 1970er Jahren öffnete sich der Verein der zeitgenössischen Kunst – konkrete und abstrakte Malerei prägten das Bild. 1983 wurde das 100-jährige Bestehen des Malerinnenhauses gefeiert. Ein Jubiläumskatalog zog Bilanz: Künstlerinnen waren nun selbstverständlich Teil des öffentlichen Kunstlebens.

### Wandel, Vielfalt und neue Formate (1993–2013)
1993 feierte der Verein sein 100-jähriges Bestehen mit Ausstellungen in mehreren Städten. Die Jahrtausendwende brachte neue Impulse: regelmäßige Teilnahme an der Langen Nacht der Museen, neue Ausstellungsreihen wie xhoch², Performances, Videoprojekte und Kooperationen mit anderen Institutionen. 2005 erhielt Herzogin Diane von Württemberg den Montblanc de la Culture Arts Patronage Award und spendete das Preisgeld dem Verein. 2013 wurde das Jubiläum mit acht Themenausstellungen gefeiert.

### Digitale Transformation und aktuelle Entwicklungen (2015–heute)
Seit 2015 bereichern neue Formate wie der „Tag der offenen Tür“ und die Kunstmesse „Kauf dir Kunst“ das Programm. Die Corona-Pandemie 2020 stellte den Verein vor große Herausforderungen – Ausstellungen mussten schließen, doch digitale Formate wie Ausstellungsfilme, eine neue Website und Social Media stärkten die Sichtbarkeit des Vereins. Einigen historisch bedeutsamen Mitgliedern wurde ein Platz auf der Homepage eingeräumt. 2022 präsentierten über 40 Mitglieder ihre Werke auf einer Kunstmesse im Regierungspräsidium Karlsruhe. Es folgten und folgen Kooperationen mit anderen Kunstorganisationen wie Gedok und regelmäßige Ausstellungen auch außerhalb des Atelierhauses wie Torturm Markgröningen, Zehntscheuer Münsingen und andere.

## Leitung
Das Führungsteam des BBK/W besteht aus einem vierköpfigen Vorstand und einem künstlerischen Beirat von etwa neun Mitgliedern. Vorstand und Beirat werden alle drei Jahre von den Mitgliedern gewählt und arbeiten ehrenamtlich. Vorsitzende seit der Umbenennung in Bund Bildender Künstlerinnen Württembergs e. V.:
- 1945–1946: Franziska Sarwey (provisorisch)
- 1946–1948: Elisabeth Hahn
- 1948–1956: Franziska Sarwey
- 1956–1972: Herta Rössle
- 1972–1993: Anneliese Höschele
- 1995–1996: Gisela Cichy
- 1996–2014: Ulli Heyd
- 2014–2023: Birgit Herzberg-Jochum und Yvonne Rudisch

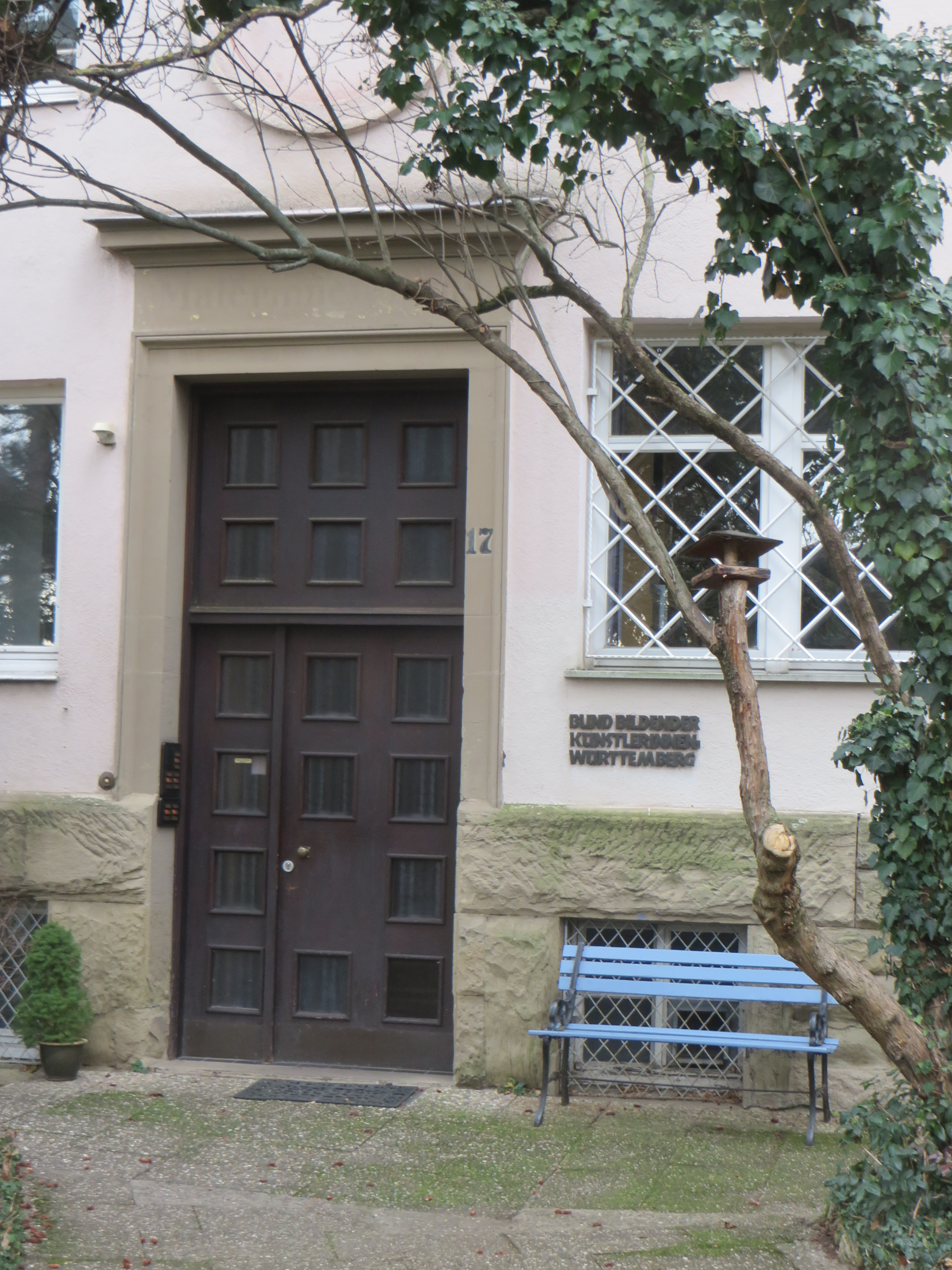
Eingang Bund Bildender Künstlerinnen Württembergs, Stuttgart

2023 bildete sich ein neues Vorstandsteam, bestehend aus Claudia Fuchs, Monika Plattner, Sabine Sulz und Annette Trefz.

## Atelierhaus
Das Atelierhaus, 1883 vom Stararchitekten Christian von Leins konzipiert und gebaut, kam 1907 in Vereinsbesitz. Der Malerinnenverein erfüllte sich damit den Wunsch nach Unabhängigkeit. Der Kaufpreis von 4200 Goldmark wurde durch persönliche Einlagen der Mitglieder und durch Einkünfte aus Veranstaltungen, wie der stadtbekannten Damenbälle, zusammengetragen.
Bis heute ist das Haus der Mittelpunkt des Vereinslebens, mit eigener Galerie, 11 Ateliers, einem Salon für kleine Veranstaltungen und der historischen Bilder- und Dokumentensammlung des Vereins. Das Atelierhaus wurde 1907 Eigentum des Württembergischen Malerinnenvereins und ging 1945 in das Eigentum des umbenannten Vereins über. Die Ateliers werden an Mitglieder vermietet.
Das Atelierhaus war nach Ende des Zweiten Weltkriegs durch Bomben geschädigt, aber dennoch zunächst das einzige erhaltene Ausstellungsgebäude in der Stuttgarter Innenstadt. Im August 1945 wurde schon die erste Ausstellung durchgeführt. Das Haus wurde auch rasch vom Städtischen Wohnungsamt beansprucht. Deshalb versuchte man, so schnell wie möglich, den Verein neu zu organisieren.
1980 wurde das Atelierhaus mit Hilfe der Stadt Stuttgart renoviert. Seit 1992 gibt es einen Ausstellungsraum im Erdgeschoss des Hauses, sodass seitdem pro Jahr mehrere Ausstellungen dort stattfinden können, in denen die Mitglieder ihre aktuellen künstlerischen Positionen darstellen. 2001 wurden der Ausstellungssaal und das Treppenhaus renoviert.

## Vereinsleben

### Finanzierung
Finanziert wird der Verein durch Mitgliedsbeiträge, Spenden und die regelmäßige finanzielle Förderung durch die Stadt Stuttgart und das Land Baden-Württemberg. 1954 wurde das Sommerhaus des Vereins in Anhausen aus finanziellen Gründen verkauft. 2005 spendete Diane Herzogin von Württemberg ihr Preisgeld für den Montblanc de la Culture Arts Patronage Award in Höhe von 15.000 Euro an den Verein.

## Ehemalige Mitglieder (Auswahl)
Die bekannteren der ehemaligen Mitglieder im Bund Bildender Künstlerinnen Württembergs sind:
- Agathe Baumann (1921–2013) – Mitglied 1962–2013[8]
- Emma Bechtle-Kappis (1875–1957) – Mitglied 1928–1957
- Gerlinde Beck (1930–2006) – Mitglied 1961–1968
- Hilde Böklen (1997–1987) – Mitglied 1928–1987
- Clara Brigel (1872–1955) – Mitglied 1913–1955
- Grete Csaki-Copony (1883–1990) – Mitglied 1937–1990
- Elise Daimler (1875–1956) – Mitglied 1907–1956
- Els Daniel-Stroh (1885–1990) – Mitglied 1960–1968
- Luise Deicher (1891–1973) – Mitglied 1960–1968
- Ursula Dethleffs (1933–1994) – Mitglied 1960–1994
- Friedel Dethleffs-Edelmann (1899–1982) – Mitglied 1936–1982
- Lore Doerr-Niessner (1920–1983) – Mitglied 1945–1960
- Ruth Dolmetsch (1918–2000) – Mitglied 1942–2000
- Helma von Feldmann (1903–1989) – Mitglied 1970–1989
- Elisabeth Hahn (1883–1967) – Mitglied 1928–1958
- Clara Harnack (1877–1962) – Mitglied 1910–1968
- Julia Hauff (1900–1989) – Mitglied 1945–1989
- Margot Jolanthe Hemberger (1921–2016) – Mitglied 1950–2016
- Romane Holderried-Kaesdorf (1922–2007) – Mitglied 1949–1954
- Grete Huchler (1916–1993) – Mitglied 1943–1993
- Ilse Beate Jäkel (1907–1982) – Mitglied 1937–1982
- Lilli Kerzinger-Werth (1897–1971) – Mitglied 1931–1971
- Johanna Koch (1866–1951) – Mitglied 1894–1951
- Eleonore Kötter (1932–2017) – Mitglied 1960–1981
- Maria Krauskopf (1875–1958) – Mitglied 1945–1958
- Ulla Renner-Albrecht (* 1933) – Mitglied seit 1971
- Herta Rössle (1906–1991) – Mitglied 1932–1991
- Ulla Schenkel (* 1939) – Mitglied 1970–1976
- Elisabeth Schönleber (1877–1960) – Mitglied 1928–1956
- Hanne Schorp-Pflumm (1921–1990) – Mitglied 1960–1990
- Mares Schultz (1920–2013)[9] – Mitglied 1950–2013
- Maria Schwab-Hasse (1909–1988) – Mitglied 1934–1988
- Marie Sieger–Polack (1886–1970) – Mitglied 1928–1970
- Gudrun Irene Widmann (1919–2011) – Mitglied 1938–1970, 1980

Die aktuellen Künstler-Mitglieder sind auf der Website des Vereins einsehbar.

## Ausstellungen (Auswahl außerhalb des Atelierhauses)
- 1966: Bund Bildender Künstlerinnen Württembergs e. V., Württembergischer Kunstverein, 7.–29. Mai 1966
- seit 1978: Jährlich im Rathaus Stuttgart
- 2001: Die Kunst bleibt im Dorf, Freilichtmuseum Beuren, Esslingen
- 2007: deLight, KUNSTBEZIRK, Galerie im Gustav-Siegle-Haus
- 2015 – heute: NEW – Neue Mitglieder stellen sich vor, jährlich im Atelierhaus
- 2015: Klasse der Damen, Städtische Galerie Esslingen, Leihgaben aus den historischen Beständen des BBK/W
- 2016: Verortung, Kunstbezirk Stuttgart
- 2017 – heute: Kauf Dir Kunst, jährliche Kunstmesse im Atelierhaus
- 2018: Tutti, Wasserschloss Bad Rappenau
- 2019: Netzwerkerinnen der Moderne, Zehntscheuer Böblingen
- 2019: QUERSCHNITT, Landratsamt Esslingen, 125 Jahre BBK Württemberg
- 2022: ECHT JETZT!, Ausstellungskatalog, Regierungspräsidium Karlsruhe
- 2022: Inside-Out, Kunstbezirk Stuttgart
- 2024: Irritationen, Kunstbezirk
- 2024: Schwäbische Impressionistinnen, mit historischen Beständen des BBK/W, Schloss Achberg, Städtische Galerie Bietigheim
- 2024: Think big, Orgelfabrik Durlach
- 2025: Torturm Markgröningen

## Publikationen
- Bildende Künstlerinnen zum Thema Stadt. Katalog der Ausstellung im Stuttgarter Rathaus vom 10. November 1978 bis 29. November 1978. Bund Bildender Künstlerinnen Württembergs, Stuttgart 1978, OCLC 1074893362.
- Anneliese Höschele (Hrsg.): Ein Haus blieb 100 Jahre lebendig – ein Verein wird 90 Jahre alt. Ausstellungskatalog. Bund Bildender Künstlerinnen Württembergs, Stuttgart 1983, DNB 945578040.
- Frauen mit Vergangenheit haben Zukunft – 100 Jahre Bund Bildender Künstlerinnen Württembergs e. V. 1893–1993. Ausstellungskatalog. Bund Bildender Künstlerinnen Württembergs, Stuttgart 1993, DNB 94591038X.
- Isabel Kerkermeier, Ralf Christofori: Die Apparate unter den Dingen. Katalog zur Ausstellung von Isabel Kerkermeier im Atelierhaus des BBK vom 23. Juni – 27. Juli 2001. Hrsg.: Bund Bildender Künstlerinnen Württembergs, Galerie Hammelehle und Ahrens. Bund Bildender Künstlerinnen Württembergs, Stuttgart 2001, DNB 962098159.
- Ulli Heyd, Edith Neumann: Schwerpunkte. Katalog der Ausstellung in der Alten Kelter in Fellbach vom 23. Juli bis 11. August 2002. Bund Bildender Künstlerinnen Württembergs, Stuttgart 2002, ISBN 978-3-00-009760-7.
- Ulli Heyd, Christa Planck: Bestandsaufnahme. Zum Jubiläumsjahr 2007. Bund Bildender Künstlerinnen Württembergs, Stuttgart 2007, ISBN 978-3-00-020860-7.
- 125 Jahre BBK Bund Bildender Künstlerinnen Württembergs e .V. Festschrift. Bund Bildender Künstlerinnen Württembergs, Stuttgart 2018, OCLC 1129916536.